# Ruta 9304 (Lima)
La ruta 9304 o "la 87" fue una ruta de transporte público del área metropolitana de Lima, que conecta los distritos del Callao y San Juan de Lurigancho. El trayecto de esta ruta constaba de 100 o 102 paradas dependiendo de la dirección y dura aproximadamente entre 2 y 3 horas.

## Características
Esta ruta de transporte público fue administrada por la empresa de transportes Cooperativa de Transportes Huáscar 87 Ltda., transitando por la urbe limeño-chalaca.
La ruta que le sucedió es la 9604, cuyo trayecto parte del distrito del Callao hasta La Victoria.

### Autorización
La ruta 9304 se encontraba autorizada por la Municipalidad Metropolitana de Lima (MML) y la Autoridad de Transporte Urbano (ATU).

## Trayecto
Los autobuses de la ruta 9304 comenzaban a operar a las 5:00 a.m. y terminan a las 10:00 p.m. por los distritos del Callao, Bellavista y La Perla en la provincia constitucional del Callao; y los distritos de San Miguel, Pueblo Libre, Jesús María, Lima, La Victoria, Rímac y San Juan de Lurigancho en la provincia de Lima, pasando por importantes lugares como la fortaleza Real Felipe, el óvalo La Perla, el Parque de la Naciones, Plaza San Miguel, la Pontificia Universidad Católica del Perú, la plaza Manco Cápac, el parque Universitario, el Congreso de la República, la plaza de Acho, la estación Caja de Agua y el hospital de San Juan de Lurigancho.

### Terminales
Su terminal de ida se encontraba en la urbanización Chucuito, en el Callao y su terminal de vuelta en la urbanización 5 de Noviembre, en San Juan de Lurigancho.

### Recorrido
| Dirección                        | Avenidas y calles |
| -------------------------------- | --- |
| Ida Hacia San Juan de Lurigancho | Av. Miguel Grau - Jr. Colina - Jr. Francisco Bolognesi - Av. José Gálvez - Av. La Marina - Av. Universitaria - Av. Simón Bolívar - Av. Húsares de Junín - Av. Felipe Salaverry - Av. Cuba - Av. Alejandro Tirado - Av. Paseo de la República - Av. Isabel La Católica - Av. Manco Cápac - Av. Abancay - Av. 9 de Octubre - Av. Próceres de la Independencia - Av. Lima - Av. Las Flores de Primavera - Av. Canto Grande - Av. San Martín de Porres - Av. José Carlos Mariátegui - Av. Héroes del Cenepa - Av. República de Polonia.                                                                    |
| Vuelta Hacia el Callao           | Av. República de Polonia - Av. Héroes del Cenepa - Av. José Carlos Mariátegui - Av. San Martín de Porres - Av. Canto Grande - Av. Las Flores de Primavera - Av. Lima - Av. Próceres de la Independencia - Av. 9 de Octubre - Av. Abancay - Av. Manco Cápac - Av. Isabel la Católica - Av. Paseo de la República - Av. José Gálvez - Av. Alejandro Tirado - Av. Cuba - Av. Felipe Salaverry - Av. Mariátegui - Av. Franco - Av. Brasil - Av. Simón Bolívar - Av. Universitaria - Av. La Marina - Av. José Gálvez - Jr. Vigil - Jr. Apurímac - Jr. Guisse - Jr. Colón - C. Paz Soldán - Av. Miguel Grau. |

## Rutas relacionadas
9604 (Callao - La Victoria).